# Geyve
Geyve is een Turks district in de provincie Sakarya en telt 45.923 inwoners (2007). Het district heeft een oppervlakte van 727,5 km².
De bevolkingsontwikkeling van het district is weergegeven in onderstaande tabel.
| 1997   | 2000   | 2007   |
| ------ | ------ | ------ |
| 42.247 | 44.907 | 45.923 |